# Ajbolit-66
Ajbolit-66 (russisk: Айболит-66) er en sovjetisk spillefilm fra 1966 af Rolan Bykov.

## Medvirkende
- Oleg Jefremov som Doctor Aybolit
- Lidija Knjazeva
- Jevgenij Vasiljev som Avva
- Rolan Bykov som Barmalei / Author
- Aleksej Smirnov som Jolly